# 藤田一咲
藤田 一咲（ふじた いっさく 2月6日 -）は、日本の男性写真家。
生年は非公開。アルファベット表記する場合はフランス語表記でISSAQUE FOUJITA。雑誌、書籍などを中心に活動するフォトグラファーである。ましかく写真家、脱力写真家の肩書きで知られる。

## 来歴・作風
写真は子どもの頃からの遊学。トイカメラやフィルムカメラ、旅と平和を愛し、力まず写真を楽しむことを提唱するフリーランスのフォトグラファー。
撮影は世界の都市はもちろん、ボルネオの熱帯雨林、ヒマラヤ、サハラなどの砂漠などにまで足を運ぶ行動派でもある。
撮影機材は小型、中判、大型カメラまで使用。フィルムカメラ関係の著書が多いが、近年はデジタルカメラの著者、記事の執筆も多い。
書籍の企画・編集も行い、主なものに原康『お散歩写真のススメ』エイ出版社＜エイ文庫＞2007/07、原康『小さな旅の写真ノート』エイ出版社＜エイ文庫＞2008/03、hana『hanaの東京ご近所写真散歩』エイ出版社＜エイ文庫＞2008/01、hana『ハワイ写真散歩』エイ出版社2009/08、横木安良夫『横木安良夫流スナップショット』エイ出版社＜エイ文庫＞2008/05がある。

## 著書
・『PARIS PARIS』光村推古書院・2018/09/03 ISBN 978-4838105786
・『CUBA☆CUBA』光村推古書院・2017/12/25 ISBN 978-4838105687
・『本のお茶』角川文庫・2017/12/21 ISBN 978-4041061381 （写真：藤田 一咲 / 抄訳・文：川口 葉子）
・『フォトグラファーのためのセクシーポーズBOOK ベッド&バスルーム編』玄光社・2017/12/15 ISBN 978-4768309247
・『instax SQUARE STYLE BOOK』エイ出版社・2017/09/19 ISBN 978-4777948116
・『フォトグラファーのためのセクシーポーズBOOK』玄光社・2017/02/17 ISBN 978-4768308233
・『へん猫』玄光社・2016/11/10 ISBN 978-4768307953
・『プライベートヌードフォト』　玄光社・2016/04/16 ISBN 978-4768307182
・『富士フイルム X-T1 ファンブック』　インプレスジャパン・2014/05/01 ISBN 978-4844335825

・『彼女を素敵に撮る15の方法』　玄光社・2013/08/20 ISBN 978-4768304518

・『ねこカメラ』　エイ出版社・2013/07/20 ISBN 978-4-7779-2902-3

・『OLYMPUS PEN&OM-D アートフィルターパーフェクトブック』　玄光社・2012/03/ ISBN 978-4768303672

・『GXR パーフェクトマニュアル』　エイ出版社・2011/10/06 ISBN 978-4777921270

・『玩味経典相機100』　悦知文化（台湾）・2011/12/19 ISBN 978-986-6252-26-6

・『ハッセルブラッドの日々』　エイ出版社・2010/11/10 ISBN  978-4777917914

・『玩回底片機』　悦知文化（台湾）・2010/08/20 ISBN 978-986-6348-67-9

・『正方形写真』　悦知文化（台湾）・2010/07 ISBN 978-986-6348-59-4

・『とことん楽しむオリンパスペン』　エイ出版社・2010/02/16

・『気まぐれカメラBOOK 2』　玄光社・2009/12

・『砂漠 THE DESERT』　光村推古書院・2009/06/30

・『乙女写真の時間』　エイ出版社＜エイ文庫＞・2009/01/20

・『ぼくとライカの旅　パリ・ヴェネチア編』　エイ出版社・2008/12/20

・『Camera Days -カメラデイズ-』　日本カメラ社・2008/12/25

・『ましかく写真BOOK』　玄光社・2008/06/10

・『本のお茶』　文：川口葉子 角川書店・2007/10/31

・『気まぐれカメラBOOK』　玄光社・2007/08/20

・『CAFE PHOTO magazine No.03』　エイ出版社・2007/07/20

・『CAFE PHOTO magazine No.02』　エイ出版社・2007/03/20

・『CAFE PHOTO magazine No.01』　エイ出版社・2006/12/20

・『Jungle ジャングル』　光村推古書院・2006/09/21 

・『海と写真の時間』　エイ出版社＜エイ文庫＞・2006/07/30

・『ポラロイドの時間』　エイ出版社＜エイ文庫＞・2006/03/30

・『ローライフレックスの時間』　エイ出版社＜エイ文庫＞・2005/11/30

・『空と写真の時間』　エイ出版社＜エイ文庫＞・2005/09/30

・『少年カメラクラブの時間』　エイ出版社＜エイ文庫＞・2005/07/30

・『花と写真の時間』　エイ出版社＜エイ文庫＞・2005/03/30
 
・『PARIS GRAFFITI パリの落書き』　光村推古書院・2004/12/24

・『パリ散歩の時間』　エイ出版社＜エイ文庫＞・2004/11/30
 
・『猫と写真の時間』　エイ出版社＜エイ文庫＞・2004/09/20

・『お茶と写真の時間』　エイ出版社＜エイ文庫＞・2004/06/20

・『ハッセルブラッドの時間』　エイ出版社＜エイ文庫＞・2003/12/20

・『サバク』　光村推古書院・2002/09/10

・『絶滅危惧種を見に行く』　マガジンハウス・2001/07/19

・『幸せの招き猫』　河出書房新社・1995/05

・『petit graff  巴里の落書き』　PARCO出版・1993/09

・『Toujours』　マガジンハウス・1990/12

・『Two Hearts』　シティ出版・1989/05/20

## 共著
・『キヤノン EOS Kiss X7 完全ガイド』　高橋良輔ほか・インプレスジャパン＜インプレスムック DCM MOOK＞・2013/05/13

・『デジタル一眼レフ 三脚・ストロボ・フィルターがわかる本』高橋良輔ほか・インプレスジャパン＜インプレスムック DCM MOOK＞2013/04/12

・『キヤノン EOS M 完全ガイド』　小林紀晴ほか・インプレスジャパン＜インプレスムックムック DCM MOOK＞・2012/12/13

・『旅とカメラと私』　森山大道ほか・インプレスジャパン・2011/12/21